# Robert Kirkman's The Walking Dead: Return to Woodbury
Robert Kirkman's The Walking Dead: Return to Woodbury (no Brasil: The Walking Dead: Retorno para Woodbury) é um romance de terror pós-apocalíptico escrito por Jay Bonansinga e lançado em 17 de outubro de 2017. O romance é um spin-off da série de quadrinhos The Walking Dead e continua a explorar a história de uma das personagens mais infames da série, Lilly Caul. Return to Woodbury é o livro final de uma segunda série de romances de quatro partes.

## Enredo
Lilly Caul sobreviveu por mais de quatro anos em The Walking Dead. Ela estabeleceu sua presença na cidade de Atlanta devastada pelos walkers, mas Lilly deseja voltar para sua cidade natal, Woodbury. Alguns dos seguidores de Lilly optam por não acompanhá-la, porém um pequeno grupo a segue através de hordas de mortos-vivos, bandos de assassinos e outros perigos, tudo para retornar a Woodbury.